# Guerra do Kosovo
O termo Guerra do Kosovo ou Conflito do Kosovo é usualmente empregado para descrever dois conflitos armados e seguidos na província sérvia.
Estes conflitos foram:
- 1998–1999: Conflito entre forças de segurança sérvias, Iugoslávia e o Exército de Libertação do Kosovo (ELK), uma guerrilha formada por integrantes de origem étnica albanesa que lutava pela independência da província;
- 24 de março-10 de Junho de 1999: Guerra entre a Iugoslávia e a Organização do Tratado do Atlântico Norte,[11] quando a Otan atacou alvos iugoslavos, seguiram-se os conflitos entre a guerrilhas albanesa e as forças sérvias e formou-se um grande número de refugiados.

## História

### Antecedentes

Mapa de Kosovo.

A tensão entre separatistas de origem albanesa e o governo central da Iugoslávia, liderado pelo presidente nacionalista Slobodan Milosevic aumentou ao longo de 1998. Guerrilheiros do Exército de Libertação do Kosovo(ELK) intensificaram as suas acções contra alvos sérvios e passaram a controlar partes da província. A reação de Belgrado despertou preocupação na comunidade internacional, como suspeitas de atrocidades por parte do exército Iugoslavo.

### Reunião na França
Apesar de Milosevic ter decretado cessar-fogo em dezembro daquele ano, a violência continuou. Um grupo de contacto entre sérvios, líderes da comunidade albanesa em Kosovo e representantes das principais potências mundiais foi formado para negociar um acordo de paz que colocasse fim aos conflitos entre os guerrilheiros do ELK e as forças iugoslavas de Slobodan Milosevic. O tratado previa a autonomia de Kosovo, a retirada das forças sérvias da província e a presença de tropas de paz, sob o comando da Organização do Tratado do Atlântico Norte, para monitorar o acordo caso ele entrasse em vigor.
A reunião realizada em fevereiro de 1999, na região no castelo de Rambouillet, na França, fracassou. Os diplomatas sérvios aceitavam conceder autonomia ao Kosovo, mas essa fora rejeitada pelos independentistas albaneses. Inversamente, os sérvios recusavam a presença da OTAN no território, a qual era desejada pelos albaneses.

### Início da guerra da OTAN contra Belgrado
Após fracassar as negociações de paz sobre o conflito separatista, a Otan atacou a Iugoslávia em 24 de março 1999, dando início à Guerra do Kosovo. A Otan exigia que Milosevic aceitasse as bases do acordo de paz de Rambouillet. A ofensiva começa com ataques a alvos militares, mas a estratégia ampliou ações contra estúdios de televisão, pontes, fábricas e o sistema de electricidade da Sérvia.

### Fim da guerra

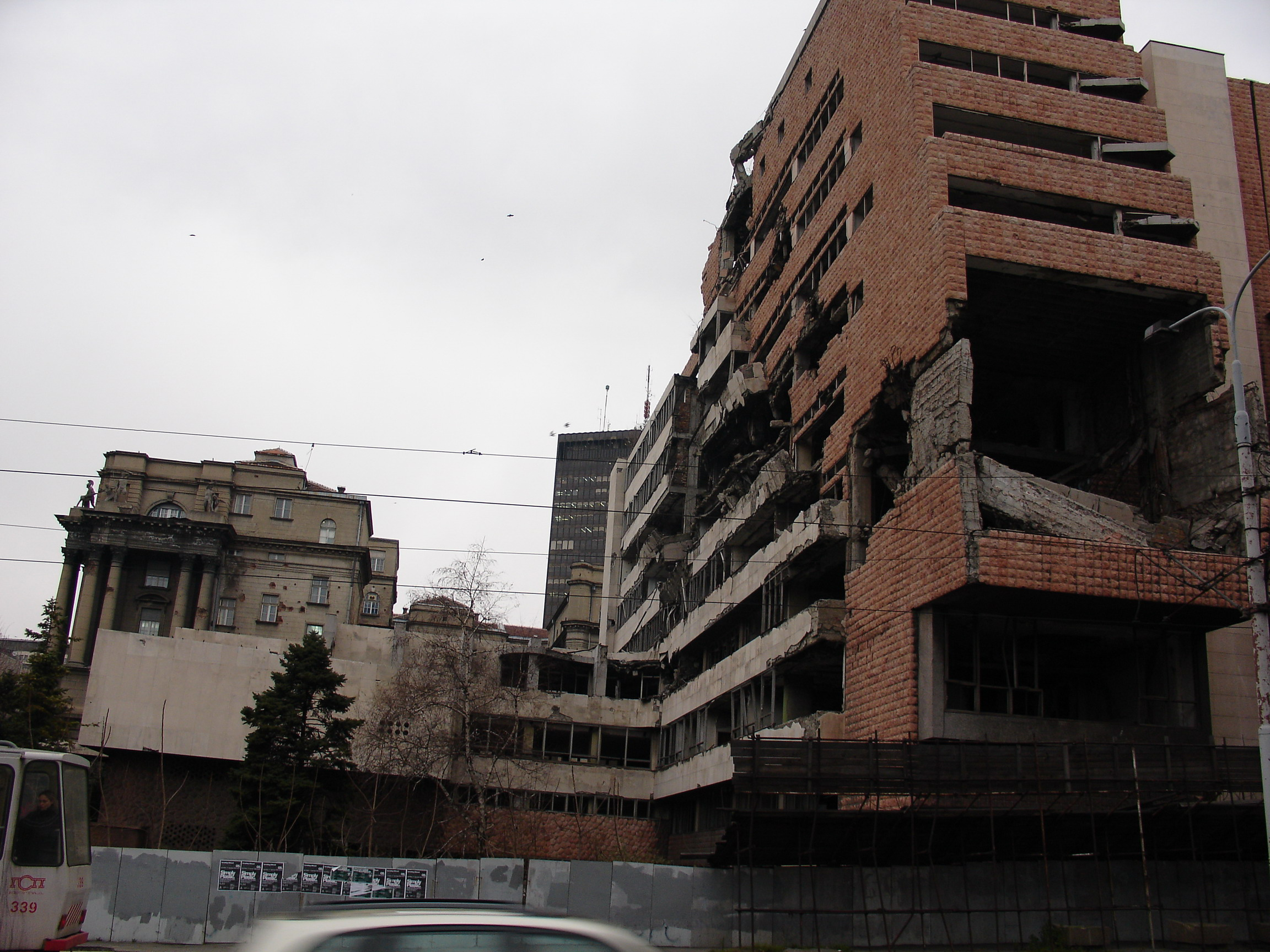
Prédio do Exército destruído na Operação Força Aliada em 1999.

Após 79 dias de bombardeios, em 3 de junho de 1999, os líderes ocidentais e Milosevic chegaram a um acordo para o fim da guerra: as tropas sérvias iriam retirar-se e permitir o estacionamento de uma força internacional de paz no Kosovo. Em 10 de junho, a cúpula militar da Iugoslávia assinou o acordo para encerrar o conflito.
Após a entrada das tropas da OTAN em Kosovo, foi instaurado um governo provisório, sob tutela da ONU. A maioria dos soldados do exército iugoslavo deixou a província, e ao mesmo tempo em que refugiados de origem albanesa iniciaram retorno ao território, cerca de 200 mil sérvios fugiram para a Sérvia por temerem represálias.